# Roue de Fortune (mythologie)
Pour les articles homonymes, voir Roue de fortune.

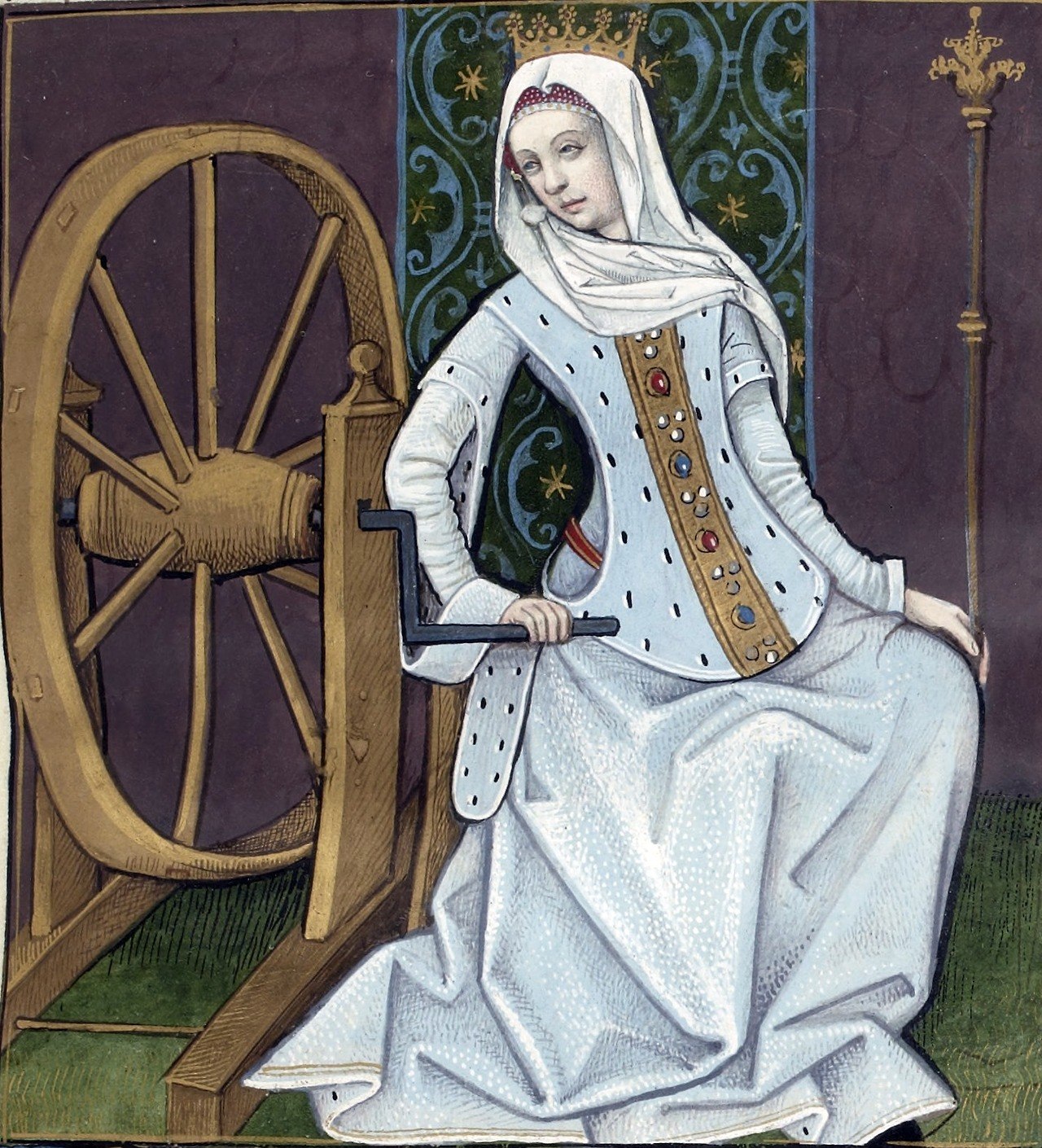
Fortune tournant sa roue dans un manuscrit des Échecs amoureux d'Évrard de Conty (XVe siècle).

La roue de la Fortune, ou Rota Fortunae en latin, est un concept des mythologies antique et médiévale symbolisant la nature capricieuse du destin. La roue appartient à la déesse Fortune qui la tourne aléatoirement, changeant ainsi la position des Humains qui se trouvent sur la roue, tantôt chanceux, tantôt malchanceux.

## Dans la culture
- Dans la Consolation de Philosophie, Boèce utilise le topos de la Roue de la Fortune.
- Carmina Burana, et la cantate homonyme de Carl Orff. Le chœur O Fortuna, est le premier et le dernier mouvement, et certainement le plus connu de l'œuvre.
- La Roue de Fortune figure aussi dans le Jeu de la feuillée, pièce de théâtre écrite au XIIIe siècle par le trouvère arrageois Adam de la Halle.
- Shakespeare y fait référence dans Hamlet, Henry V (Acte 3, Scène VI), Le Roi Lear (Acte II, Scène 2), et surtout tout au long de Macbeth
- Utopia de Thomas More
- Dans le roman d'Anthony Trollope The Way We Live Now, Lady Carbury écrit un roman intitulé La roue de Fortune à propos d'une héroïne ayant de graves problèmes financiers.
- Jerry Garcia enregistra une chanson intitulée The Wheel (coécrite avec Robert Hunter et Bill Kreutzmann) pour son album Garcia (1972).

## Représentations artistiques

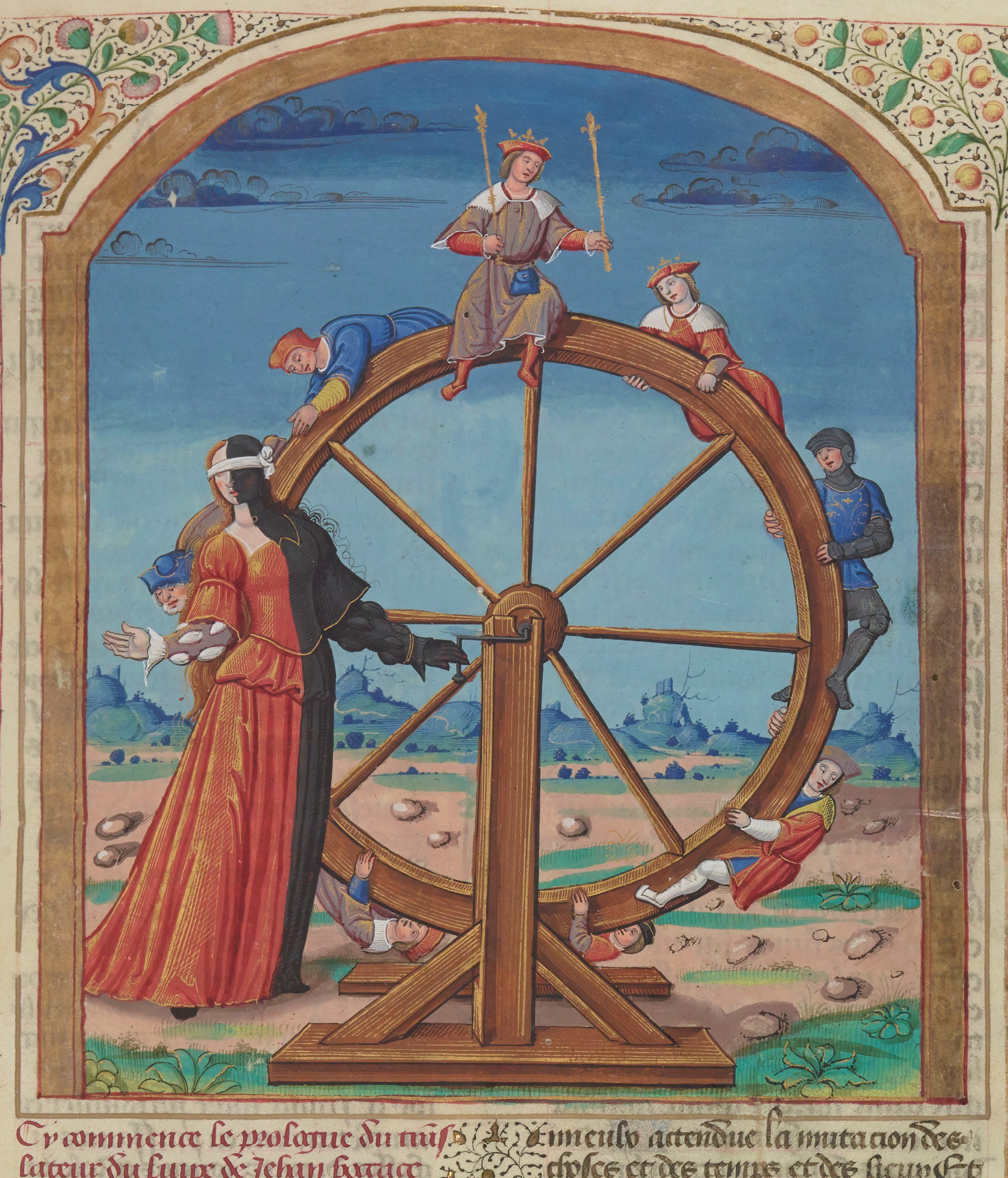
Fortune, aveuglée et double (bonne fortune et mauvaise fortune, symbolisées par son côté normal et son côté sombre), tourne sa roue sans tenir compte de la condition sociale de ceux à qui elle baille chance ou malchance pour un temps.
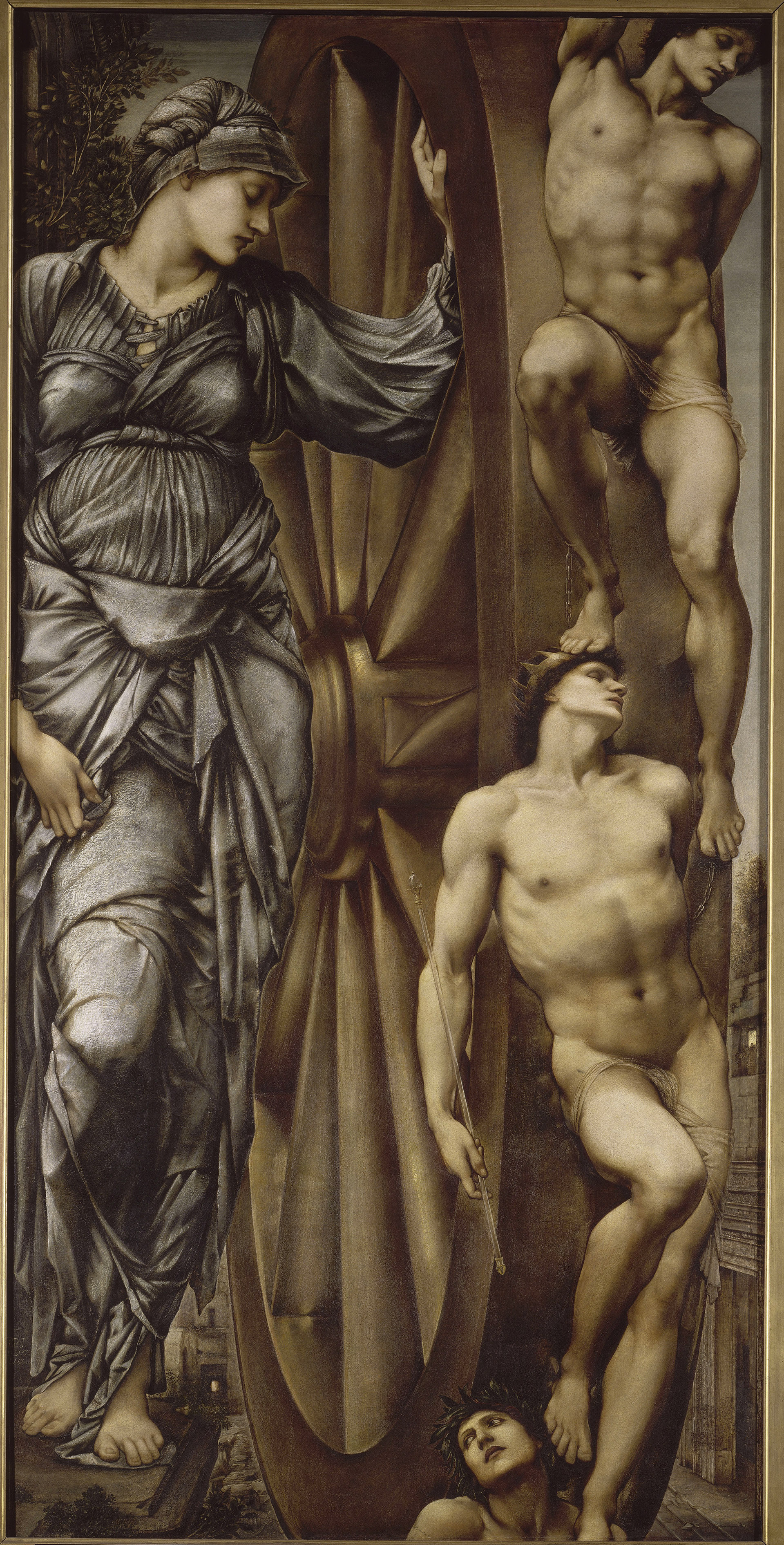
The Wheel of Fortune par Edward Burne-Jones, 1875-83
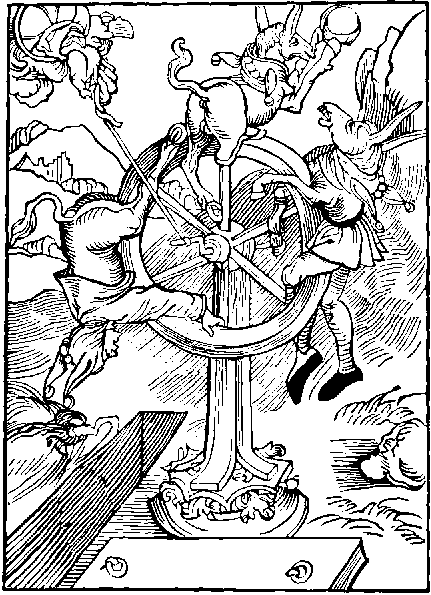
Dans le Narrenschiff de Sébastien Brant, gravure d'Albrecht Dürer
Illustration de De casibus virorum illustrium de Boccace, montrant la Fortune qui tourne la roue.